# 1982年の日本の女性史
1982年の日本の女性史（1982ねんのにほんのじょせいし）は、1982年（昭和57年）の日本における女性に関するできごとを時系列的に挙げる。参考文献は日本の女性史年表を参照のこと。
本項目は歴史研究としての女性史ではなく、日本における女性に関するできごとをある体系に基づいて述べようとするものではない。
- 1月10日 国際的報道に貢献した記者に贈られるボーン・上田記念国際記者賞、81年度初めて女性に、朝日新聞下村満子
- 1月11日 日高教「婦人教職員の生活実態調査」、夫で家事を全くしない52.0%、仕事を家に持ち帰る者常時19.7%、たまに39.2%
- 1月20日 東京都労働経済局、渋谷職安内にパートの仕事を紹介する「渋谷パートバンク」開設、都内初
- 1月24日 第1回大阪女子マラソン 開催、長居陸上競技場で、優勝はイタリアのリタ・マルキシオ、2時間32分55秒
- 1月26日 横浜市緑区 の横浜米軍機墜落事件で大熱傷を負った土志田和枝、60回以上の手術の末死亡
- 2月6日 民間主要単産で構成する政策推進労組会議調べ「婦人労働者の実態調査」、仕事にやりがいがある6割、女性差別感は賃金手当に64.4%、役付き・昇進で55.1%、能力適正評価で44%が持つ。
- 2月28日 岡本綾子、ゴルフ米公式ツアー「アリゾナ・コパー・クラシック」で優勝
- 2月- シンガポール首相、「日本に学べキャンペーン」で、女性は結婚したら家庭で子育てを、と発言
- 3月15日 日本婦人有権者同盟、「都道府県、政令指定都市における婦人の政策決定参加状況調査」で職員中課長以上の女性比率2.3％等 発表
- 3月15日 労働省、「勤労者及び勤労者世帯の妻の家族意識に関する調査」、既婚女性の14%・既婚男性でも28%が、「男は仕事に専念すべき」と回答
- 4月1日 東京都、繁華街に近い保育所5ヶ所で夜10時までの夜間保育を実施、また、認可保育所の保育時間を午後7時まで延長
- 5月2日 戦争への道を許さない女たちの連絡会主催「いま日本で反核・軍縮とは」集会
- 5月8日 男女平等問題専門家会議、ガイドライン「雇用における男女平等の判断基準について」を発表
- 5月23日 東京の代々木・上野両公園など9会場で開かれ40万人以上が参加した、反核・軍縮の「平和のための東京行動」に、「婦人の行動を広げる会」呼びかけで多くの女性が参加、3世代の女性から平和の訴えがなされた。
- 6月8日 汚職に関係した候補者に投票しない運動をすすめる会、ロッキード疑獄政治家有罪判決に声明
「…すすめる会」は、主婦連・草の実会・日本婦人有権者同盟など17団体で組織される会
- 6月17日 労働省、企業に対する男女差別定年制改善行政指導調査の中間発表。3月末現在1万8800社中差別定年制撤廃は1万2300社、40歳未満定年や結婚、出産退職残存企業は300社
- 6月26日 厚生省「昭和56年度人口動態統計」、婚姻数・出生数史上最低、離婚数史上最高で16万5000組、結婚歴10年以上の離婚急増、離婚した夫の30.9%・妻の22.2%が40歳以上
- 6月- 神奈川県、「かながわ女性プラン」策定
　1975年の「国際婦人年」を契機として神奈川県では、県民部に婦人班を設置する等女性問題への取組みが続けられ、1978年には「新神奈川計画」に「婦人社会参加の促進」が盛り込まれ、翌1979年には「婦人総合センターの基本構想」が策定された。
　この年1982年には、この「センターの基本構想」に県民自らが策定に参加するという視点で「かながわ女性プラン」が策定され、この「プラン」を全庁的に推進するために県民部の中に「婦人企画室」が設置された。「プラン」作りに参加した県下の女性団体が結集した自主的組織として「かながわ女性会議」が誕生。同年11月6日、江の島に「婦人総合センター」がオープンした。
　この年1982年を神奈川県では、「婦人企画室」など県行政の活動・民間女性団体の自主的組織「かながわ女性会議」誕生・女性の活動拠点「婦人総合センター」オープンの三本柱が揃ったことから「かながわ婦人元年」と呼ぶことになり、神奈川県の女性行政はここから出発したとされる。
　1991年、 「婦人総合センター」を「かながわ女性センター」に名称変更
- 7月1日 地婦連、労働省の補助を受け近隣地域社会の会員間で家事などの相互援助活動を行う「ファミリー・サービス・クラブ」を発足
- 7月- 女性で初の税務署長誕生
- 7月31日 大貫映子、日本人初のドーバー海峡横断水泳に成功、34kmを9時間32分で、当時早稲田大学3年生
- 8月- 自民党に優生保護法の「経済的理由による妊娠中絶」削除を国会上程の動き、これに対し「'82優生保護法改悪阻止連絡協議会」結成
- 8月2日 証券アナリスト試験に水谷ますみ、女性初の合格、25歳
- 9月6日 労働省「ベビーホテルに預ける母の実態調査」、4分の1が母子世帯、サービス業42.8%、深夜も預ける者35.1%
- 9月10日 「女性による老人問題シンポジウム」、発起人代表樋口恵子、600人参加
- 9月25日 国際婦人年連絡会、行政改革における総理府婦人問題担当室および労働省婦人少年局の廃止に反対する要望を労働大臣あて提出
- 9月30日 東京高裁、プレス工として働いていたパートタイマーの主婦の労働災害による逸失利益の算定は、婦人労働者の平均賃金ではなく、事故当時雇主から支給されていた賃金を基準とするよう判決
- 10月15日 労働省「昭和57年版婦人労働の実情」、女子労働者1391万人、賃金の男女格差53.3で拡大傾向
- 11月- ワーカーズ・コレクティブ「にんじん」発足、神奈川県で
安全な食料品等を中心に共同購入・店舗販売を行っている「生活クラブ生活協同組合」の試みとして生まれた。設立当初、企業組合として法人認可申請を行ったが認可されなかったためワーカーズ・コレクティブという名称を使ったという。
- 12月17日 臨調第3部会報告案、婦人保護費全面廃止、児童扶養手当削減強化、生活保護費切り捨て
- 12月24日 中学3年の女生徒3人が次々に飛降り自殺、国鉄・磯子駅前の高層住宅屋上から
交換日記に「死んじゃだめよ。死んだら私も死んでやるからね」と
- 12月28日 婦人議員懇談会、全員一致で優生保護法「改正」反対決議
- 12月- 女子大生対象の「レディース・ローン」開始、東京地区の三越・髙島屋・東急・大丸の4デパートが日本信販と提携して
- 12月- 東京・新宿に離婚相談室「愛幸センター」オープン、入会金10万円、最後まで離婚の面倒をみるシステム
- 12月- 文部省調査、今年度新規採用教員のうち女性47.4%、半数を割る。

## この年
- 女子大生の就職難、上場企業の8割が採用ゼロ
- 日本初の女性専門書店 ウィメンズブックストア松香堂 オープン、京都で
- 小野清子、女性初の日本オリンピック委員会委員に
- 上野千鶴子、『セクシィ・ギャルの大研究』発表
マルクス主義フェミニズムの紹介者・研究者として登場、日本におけるフェミニズムの理論的整備を目指し、日本のフェミニズムの旗手とも目されるようになった。代表作は『家父長制と資本制――マルクス主義フェミニズムの地平』
- 40・50歳代男性の自殺者増加、女性自殺者の1.85倍で戦後最高